# UGC Normandie
Pour les articles homonymes, voir Normandie (homonymie).
L'UGC Normandie était un cinéma situé au 116bis de l'avenue des Champs-Élysées à Paris, en France. Construit en 1937 puis largement transformé en 1969, il s'agit de l'avant-dernier cinéma de l'avenue au moment de sa fermeture, le 13 juin 2024,.
Sa grande salle de 862 places, baptisée Grand Normandie, haut-lieu de la cinéphilie et des avant-premières à Paris, était la deuxième plus grande salle de Paris après le Grand Rex.

## Historique

### Le Normandie (1937)

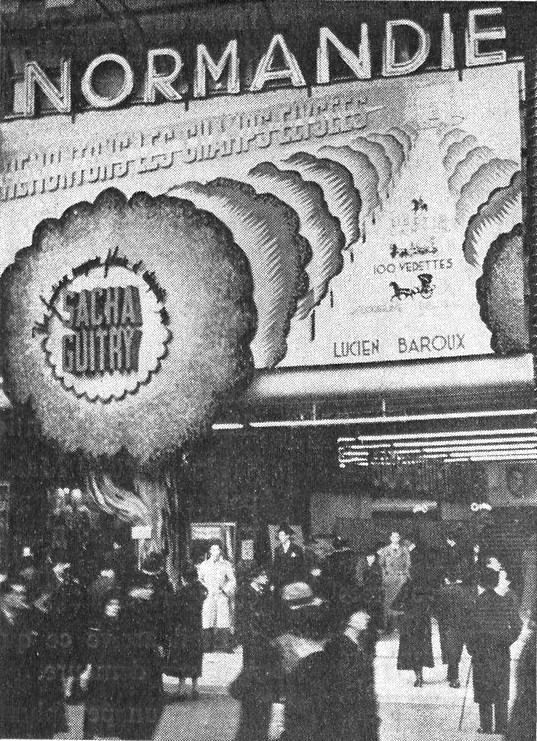
L'entrée du Normandie en 1938.

Le bâtiment est construit en 1937, par Léonard Rosenthal, qui souhaite rénover le Cinéma des Champs-Élysées ; il engage les architectes Pierre de Montaut et Adrienne Gorska pour l'aménagement et le décor dans un style art moderne. Les deux derniers étages de l'immeuble, à la façade en forme d'accordéon, sont alors habités par son frère Adolphe Rosenthal, le père de l'artiste plasticienne Rachel Rosenthal. L'ensemble est situé au pied de la station de métro George V.
L'immeuble accueille d'abord sur l'avenue le café Normandy, qui cède rapidement sa place au hall du cinéma. Ce dernier conserve opportunément le nom du café, puisque ses 2 000 places paraissent à l’époque aussi démesurées que le paquebot du même nom.
L'ouverture a lieu le 4 février 1937, pour la première de L'Invincible Armada, avec Flora Robson. La revue La Cinématographie Française en fait cette description le 12 février 1937 :

« Après avoir longé une longue galerie garnie de vitrines décoratives modernes savamment éclairée par des tubes luminescents vert, blanc et rouge, on accède à la salle qui est splendide par son ampleur architecturale et sa décoration. Les bas-côtés des murs, le sol, sont tapissés de moquette grenat foncé, les fauteuils noirs et coq de roche ; les murs sont revêtus de tissus amiante blanc crème rehaussé de hublots et lisses en cuivre auré du plus heureux effet. Le plafond, d’une forme hardie et nouvelle brillamment illuminé par des jeux de lumières vert et rouge met en valeur l’opposition des tons. Le spectateur ravi a l’impression d’être à bord du plus merveilleux navire dont cette salle porte le nom. »

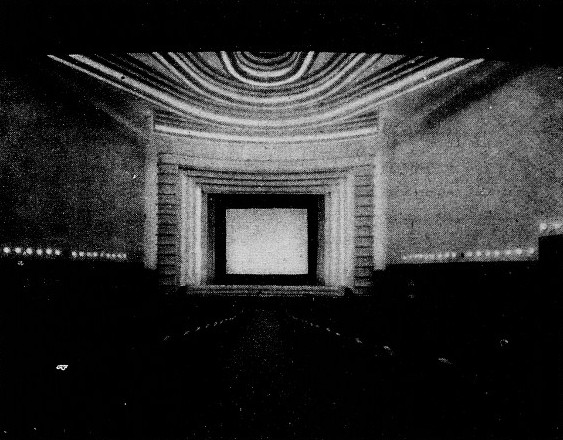
La salle du Normandie en 1938.

L'avenue des Champs-Élysées est alors une vitrine du monde du cinéma et concentre plusieurs prestigieuses salles d'exclusivité.
La salle du Normandie de 1937, en forme de trapèze, mesure 45 mètres de long sur 37 mètres pour sa plus grande largeur, et 14 mètres de haut. Elle offre 1275 places au parterre et 660 places au balcon, qui font face à une scène de 18 mètres de large. L'écran et les haut-parleurs sont mobiles et descendent des cintres pour les projections. En dehors de la configuration cinéma, le rideau, la scène et les lumières peuvent alors être utilisés comme au music-hall.
Dès son ouverture la salle acquiert une réputation prestigieuse, ses dimensions permettent d'accueillir des galas pour les premières, comme celles de Premier Rendez-vous en août 1941 en présence de Danielle Darrieux, ou d'Ivan le Terrible en 1946. La salle présente des films en exclusivité et des spectacles de music-hall. En 1938, le numéro de music-hall du champion Jules Ladoumègue fait salle comble.
Des émissions de radio-crochet y sont également organisées et diffusées en direct par Radio-Cité, comme le Gala des Vedettes ou le Music-hall des jeunes.
Pendant l'Occupation, le Normandie sert de salle de cinéma pour les soldats allemands. On y présente notamment les films produits par la société Continental film. Au-dessus de la salle de cinéma, les locaux sont occupés par Radio Paris.
En 1953, le Normandie est l'une des toutes premières salles de Paris équipé pour le Cinémascope, avec un nouvel écran de 13 mètres sur 8 mètres et une nouvelle sonorisation. Le 4 décembre s'y déroule la première présentation en gala du film La Tunique, le premier de l'histoire du cinéma tourné dans ce format. Il est précédé de la première mondiale de Nouveaux Horizons de Marcel Ichac, premier film français en Cinémascope. La séance est rapportée par la Dépêche de Constantine : « Dès le début, les applaudissements éclatèrent devant des vues de Paris qui donnaient une impression, sinon de relief, du moins de profondeur tout à fait nouvelle ».
Le Normandie est acquis dans les années 1950 par une entreprise publique qui fusionnera avec d'autres distributeurs pour créer l’Union générale cinématographique (UGC) en 1971.

### La transformation de 1969

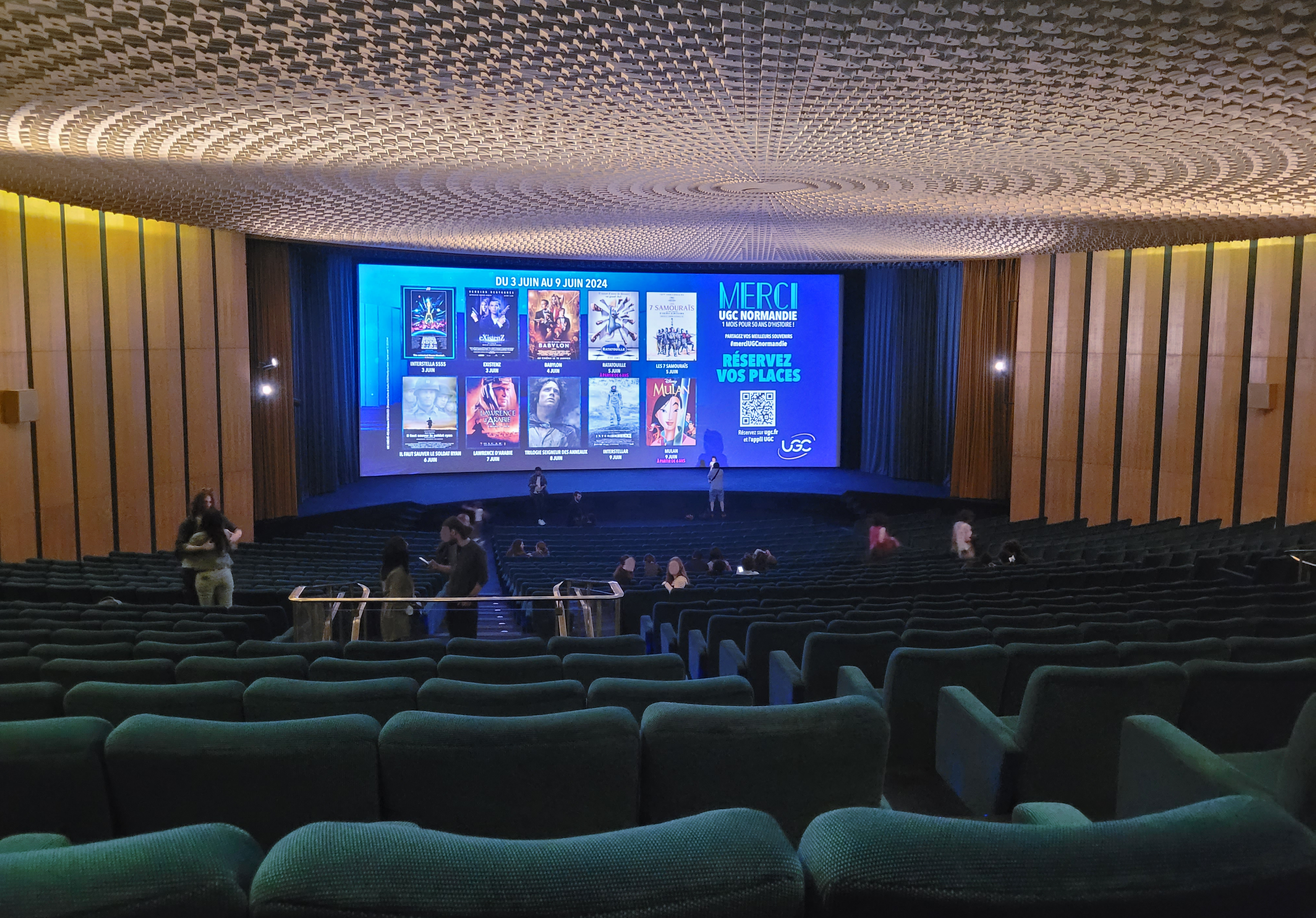
Vue générale de la salle 1 créée en 1969.

En 1969, le cinéma subit une importante restructuration suivant la tendance de l'époque consistant à diviser les grands cinémas à écran unique en plusieurs salles plus petites. Au Normandie, la grande salle unique de 2000 places avec balcon et orchestre est divisée en deux au niveau du balcon. La moitié supérieure, qui comprend la cabine de projection, devient la salle 1. La moitié inférieure, comprenant le parterre, la scène et les loges, reste inoccupée.
Trois autres salles plus petites sont ouvertes dans les décennies suivantes.
En 1977, le Lido s'installe dans les espaces restés vacants sous la grande salle depuis la division de 1969. Le hall d'entrée sur les Champs-Élysées est alors lui aussi partagé en deux, la moitié droite étant attribuée à l'accès au cabaret.
L'UGC Normandie se trouve alors dans un quartier riche en salles. Les autres cinémas les plus proches sont Le Balzac, l'Élysées-Lincoln et le Publicis, en remontant l'avenue vers la place Charles-de-Gaulle. Ces cinémas ne sont pas distants de plus de 200 m.

### Le Grand Normandie
Datant de 1969, la grande salle est de forme ovoïdale. Elle est équipée d'un plafond particulier en frêne dont les motifs en relief améliorent l'acoustique. Les murs sont recouverts de moquette bleue et de panneaux en frêne en alternance. Des fauteuils club en velours bleu uniques à la salle sont installés. La salle devient rapidement une référence à Paris pour son confort et ses caractéristiques techniques.

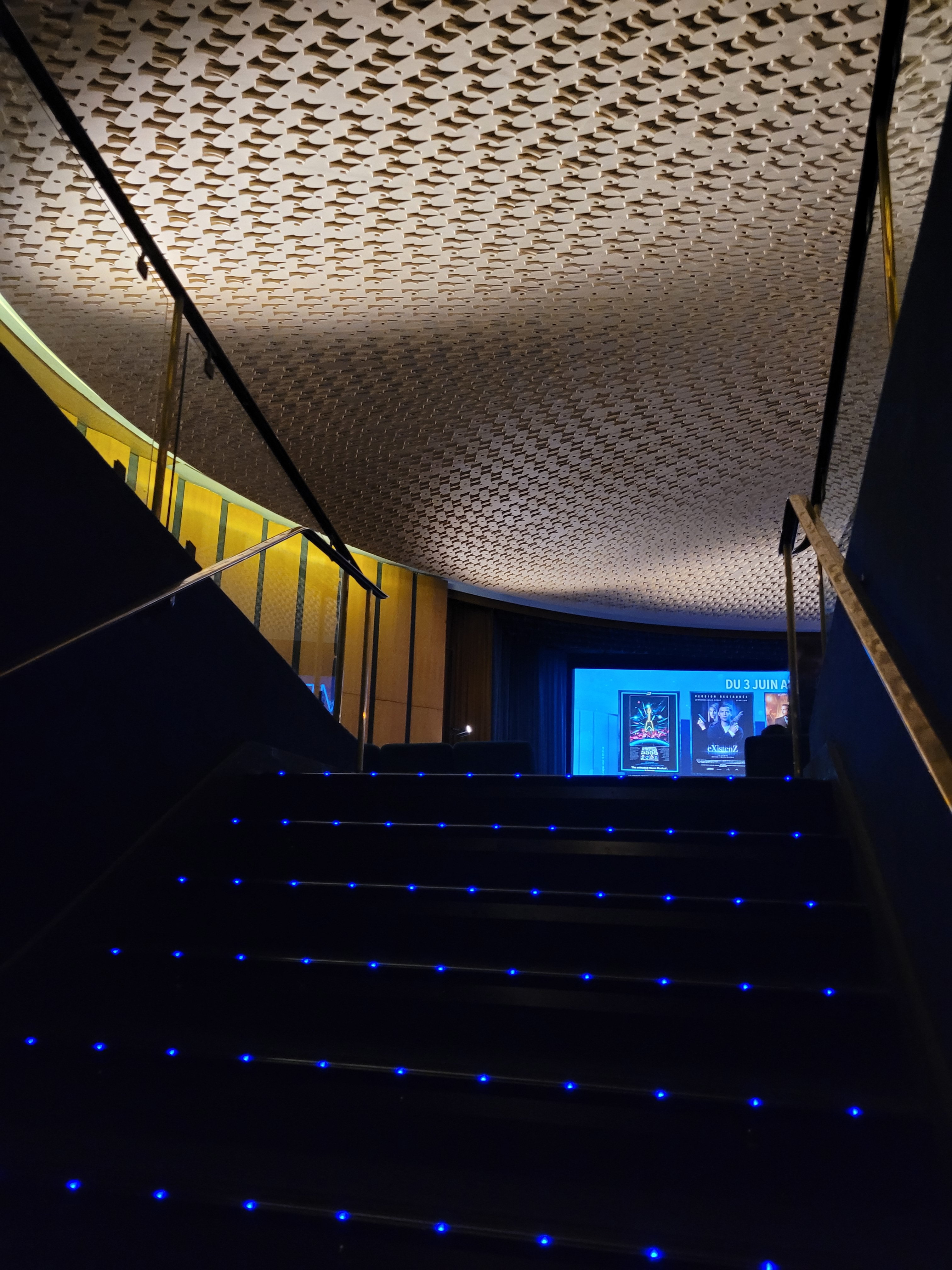
Escalier d'accès à la salle.
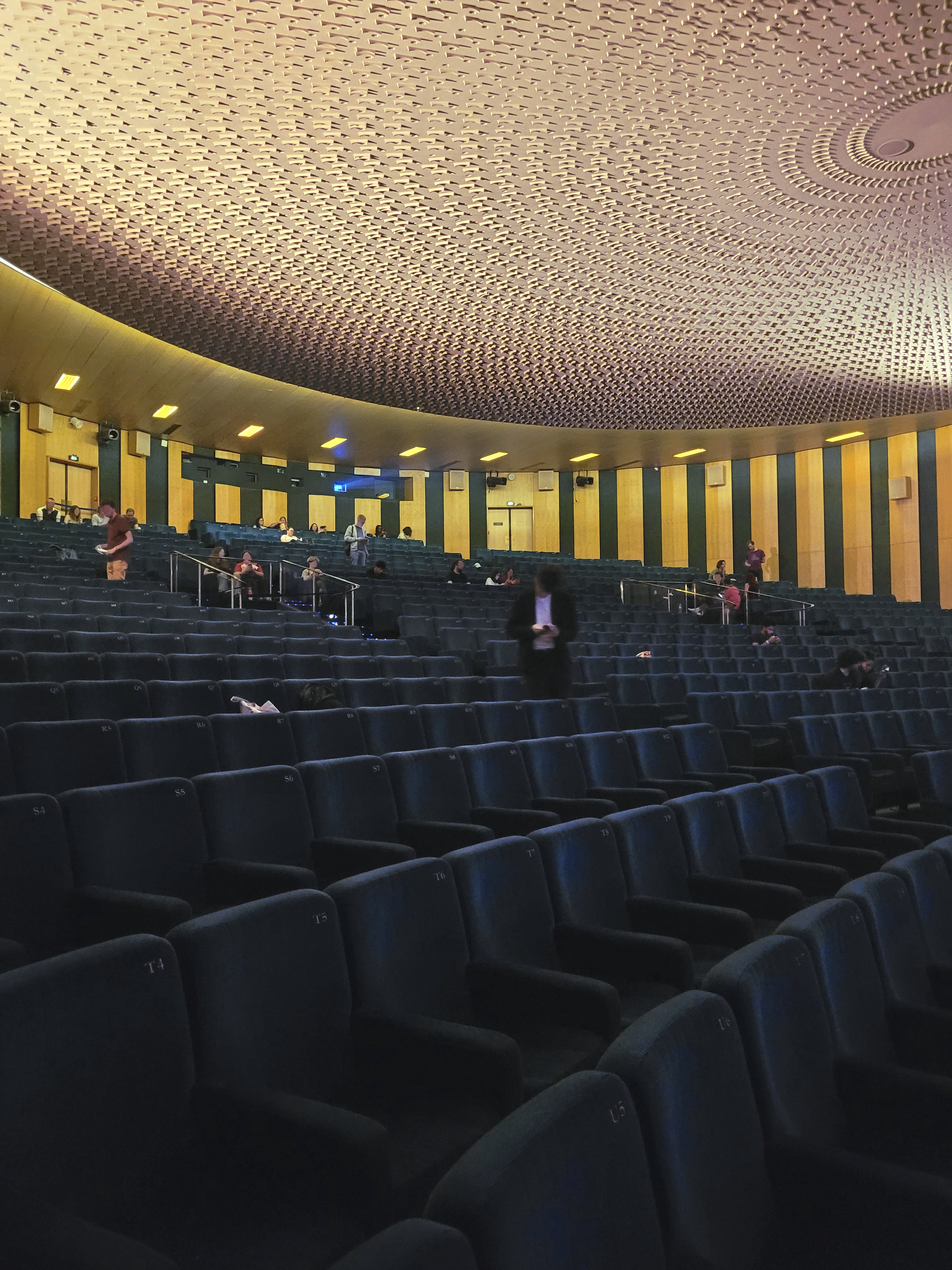
Vue de la salle et de la cabine de projection.
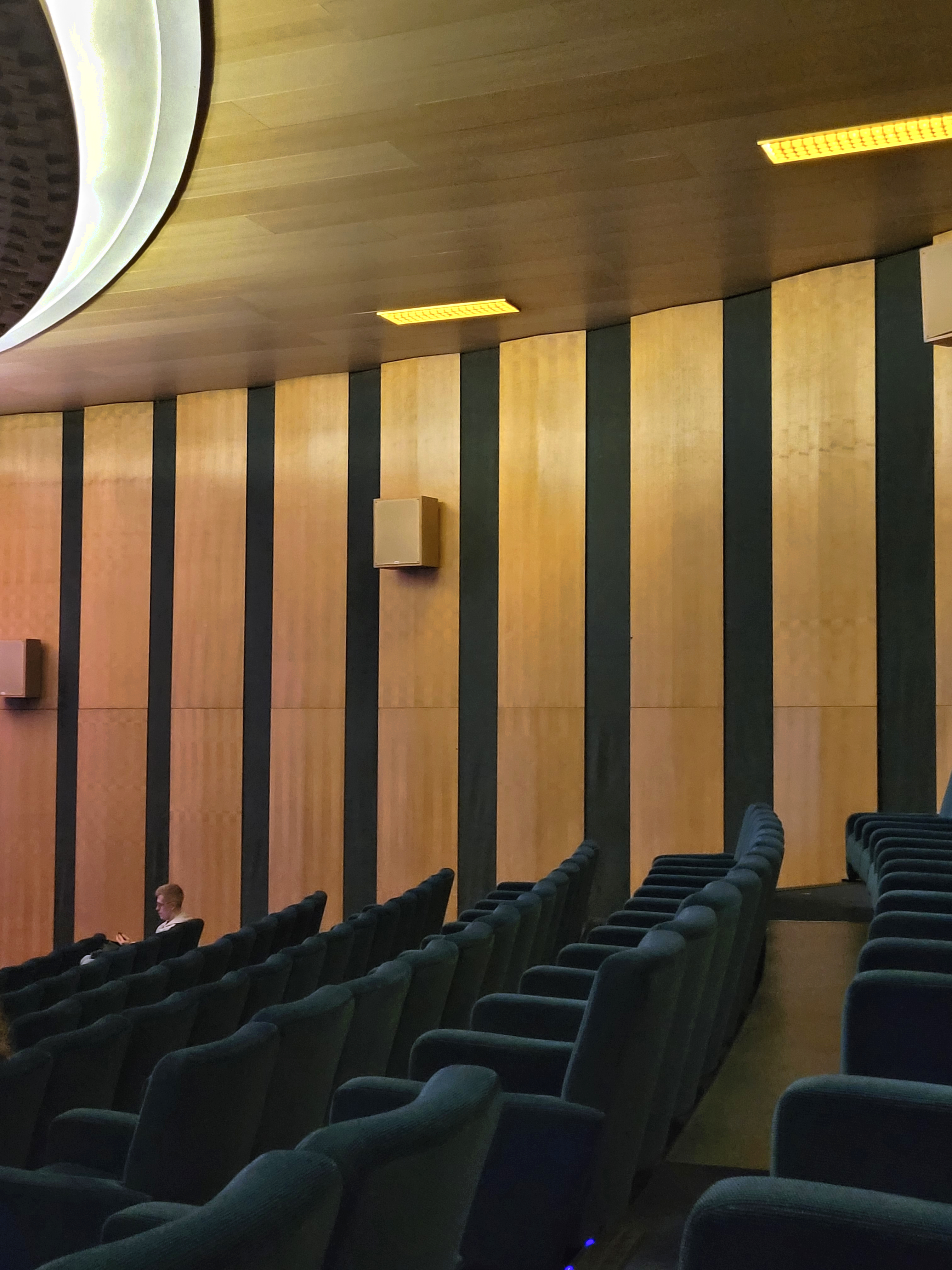
Détail du décor avec les murs en bois et moquette.
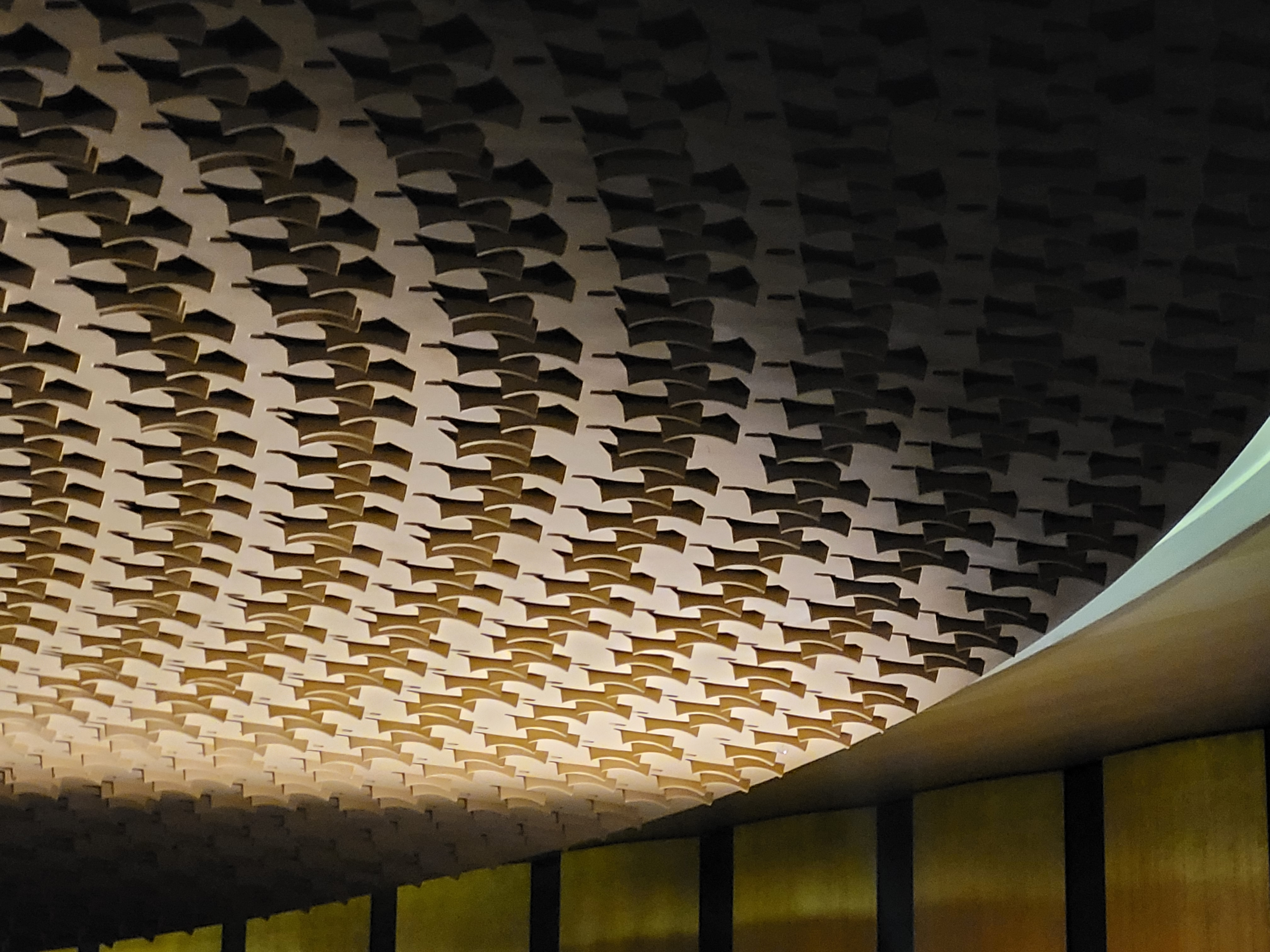
Détail du décor au plafond.

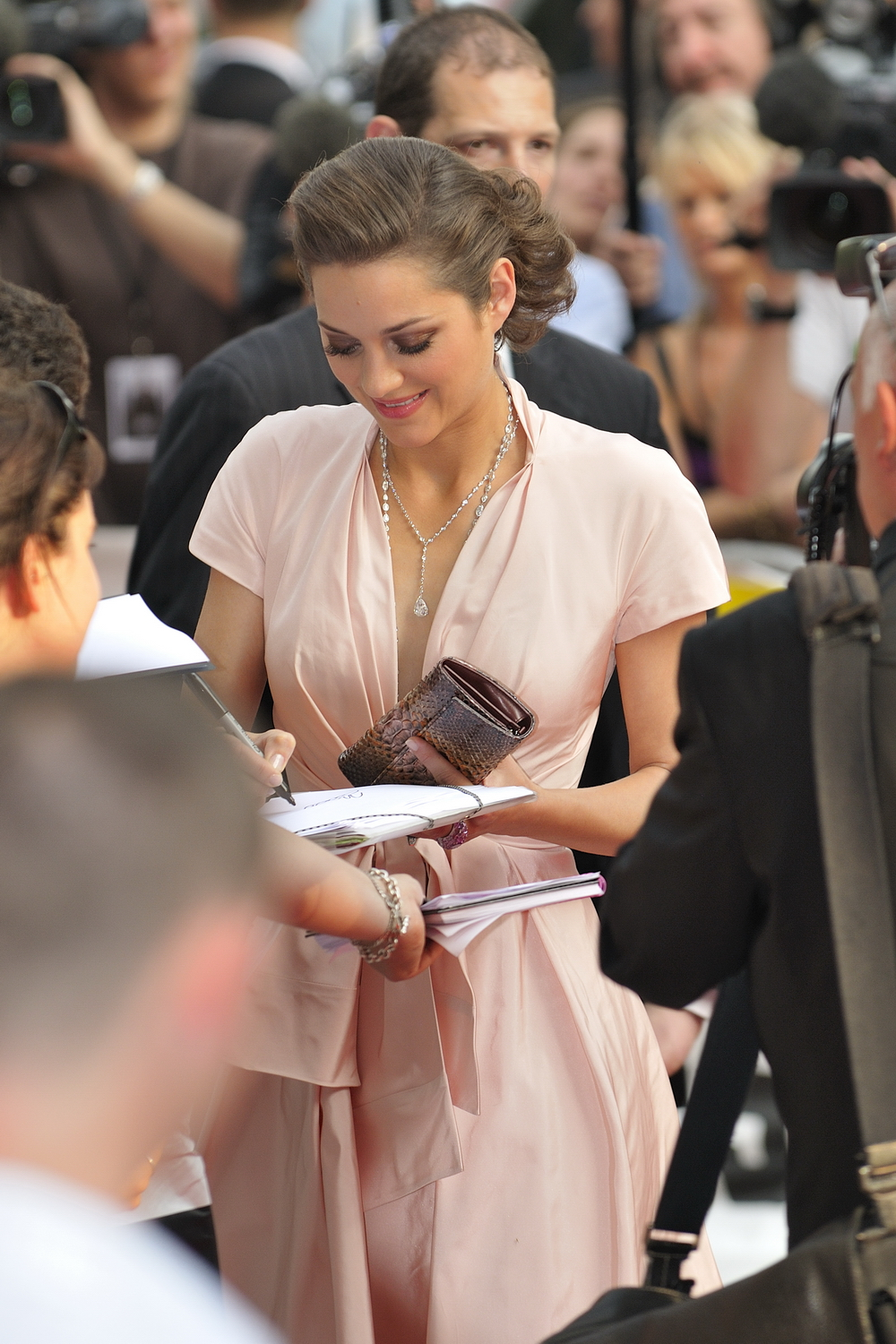
Marion Cotillard à l'avant-première du film Public Enemies en 2009.

Cette salle accueille fréquemment des avant-premières, par exemple, le 6 novembre 1997, l'avant-première mondiale d’Alien, la résurrection, de Jean-Pierre Jeunet. Il a également été l'une des rares salles à être équipée du son LC Concept, notamment pour les films Basic Instinct (1993) en mai 1992, et Cliffhanger : Traque au sommet (Cliffhanger). En février 2004, elle accueilli le réalisateur Claude Lelouch et ses acteurs Mathilde Seigner, Massimo Ranieri et Alessandra Martines, pour le tournage de quelques prises de la bande-annonce des Parisiens.

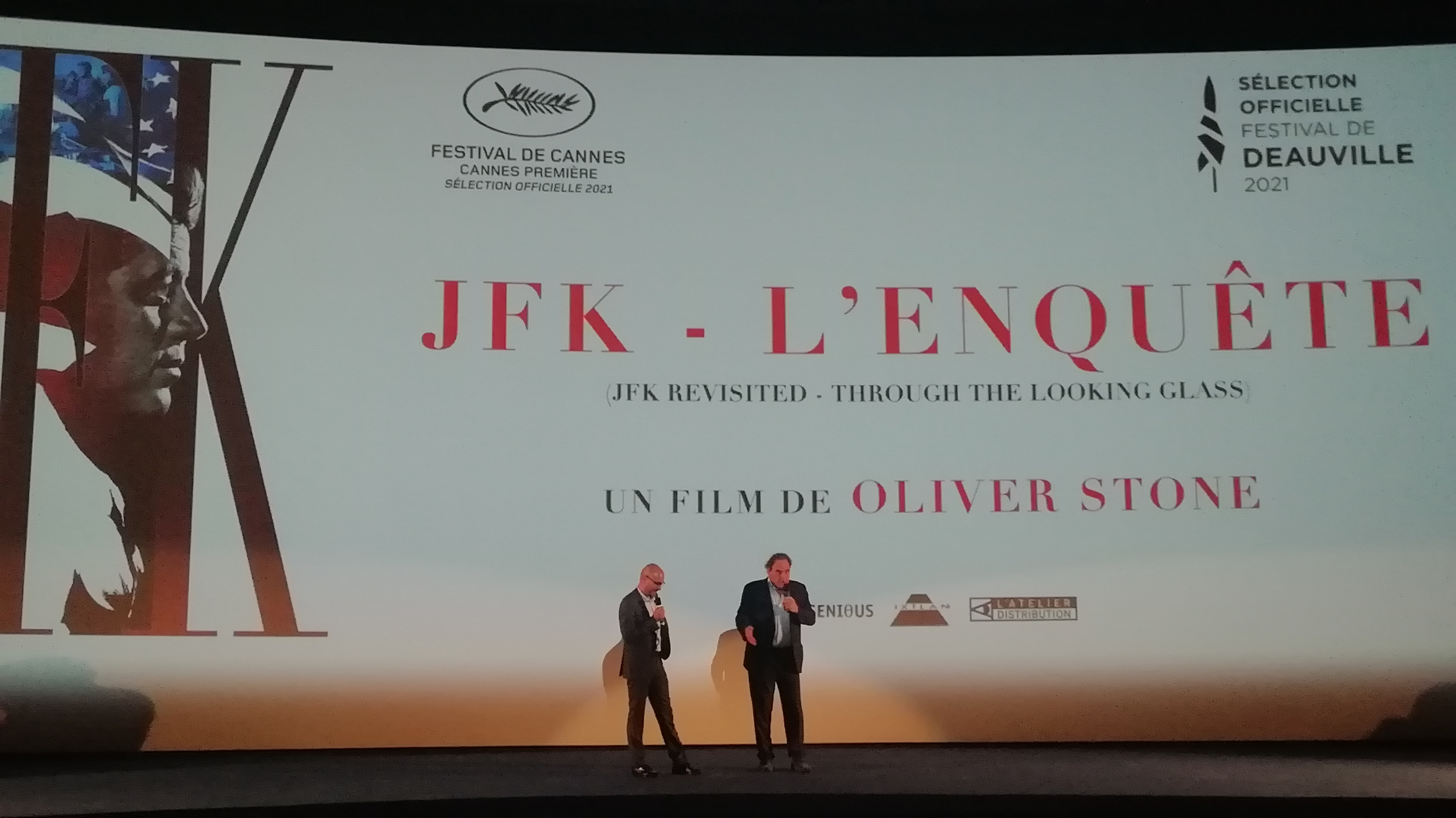
Avant-première du film JFK : L'Enquête d'Oliver Stone en 2021.

En 2019, le cinéma est rénové et la grande salle est rebaptisée Grand Normandie. Elle accueille pour sa réouverture l'avant-première unique en France de Once Upon a Time… in Hollywood de Quentin Tarantino avec Brad Pitt et Leonardo DiCaprio ainsi que le réalisateur Todd Phillips et l'acteur Joaquin Phoenix pour l'avant-première mondiale du film Joker.

Le cinéma enregistre 148 007 entrées en 2022 et 163 540 entrées en 2023.

### Fermeture
La fermeture de l'UGC Normandie est évoquée en mars 2024, alors que le groupe UGC est en négociation pour tenter de réduire le loyer trop onéreux auprès du propriétaire des murs, le Qatar, avant l'échéance du bail le 30 juin. En avril, le groupe UGC annonce cesser l'activité de cet établissement en raison du loyer trop élevé ainsi que de la « chute de la fréquentation » du lieu. Le cinéma n'a pas été inscrit aux monuments historiques.
La fermeture fait l'objet d'une relative médiatisation, car en dix ans, l'avenue des Champs-Élysées a perdu 30 écrans de cinéma.
Depuis la fermeture du George-V en 2020, l'UGC Normandie était la dernière salle UGC sur l'avenue, où le groupe disposait auparavant de 5 autres cinémas : les UGC Marbeuf, Ermitage, Champs-Élysées, Triomphe et George-V. Il s'agissait également de l'avant-dernier cinéma sur l'avenue depuis la fermeture du Gaumont Champs-Élysées Marignan en 2023, le dernier restant étant le Publicis. Ailleurs à Paris, le  Bretagne a également fermé ses portes en novembre 2023.
En amont de la fermeture de l'UGC Normandie, le groupe UGC organise à partir du 1er mai dans la grande salle une série de projections de films classiques ou célèbres, parmi lesquels Les Sept Samouraïs, Lawrence d'Arabie, Point Break, Mulan, Interstellar et Le Silence des Agneaux. Le dernier film projeté est La La Land de Damien Chazelle, dont la première en France avait eu lieu dans cette même salle. La dernière œuvre projetée est l'opéra Carmen le 13 juin. Une vente aux enchères de certaines partie du mobilier du cinéma (fauteuils, plaques de rangée, photos) est ensuite organisée au profit d'une association.
Le cinéma ferme ses portes le 13 juin 2024.

## Fiche technique
| Salle               | Places | Largeur de l'écran | Caractéristiques |
| ------------------- | ------ | ------------------ | ---------------- |
| 1 (Grand Normandie) | 862    | 18 mètres          | Scène et rideau  |
| 2                   | 274    | 9 mètres           |                  |
| 3                   | 246    | 7,50 mètres        |                  |
| 4                   | 151    | 6 mètres           |                  |

## Dans la culture
- Dans Le Samouraï de Jean-Pierre Melville (1967), pour semer des policiers l'ayant pris en filature, Alain Delon traverse l'immeuble du Normandie en entrant par l'accès rue Lord-Byron et en ressortant par le hall du cinéma sur les Champs-Élysées[25].
- Patrick Modiano, dans ses mémoires, raconte un trajet similaire et « un labyrinthe de couloirs » pour accéder depuis les Champs au bureau de son père[26], rue Lord-Byron.